# Palazzo di Giustizia (Sassari)
Il Palazzo di Giustizia di Sassari si trova nel centro città in Via Roma 49.

## Storia
Il Palazzo di Giustizia è situato nella via Roma, non distante da Piazza d'Italia. Progettato dall'architetto romano Gino Benigni e dall'ingegnere Domenico Dettori, è stato inaugurato nel 1938. Alcuni lavori di completamento proseguirono fino al 1941.
La sede del tribunale fu costruito a ridosso dell'ex carcere di san Sebastiano, che era stato completato nel 1871. Il nuovo tribunale con le preesistenti carceri definiscono un nuovo isolato.  
Sulla via Roma, la facciata principale, delimitata da due avancorpi, è scandita dall'ordine gigante delle colonne in trachite rossa. Nella parte centrale si apre l'atrio d'accesso al palazzo.

### Decorazioni interne
Nel palazzo sono presenti opere di pregio artistico, un mosaico a parete di Giuseppe Biasi che raffigura la Pace e la Giustizia, e i bassorilievi di Eugenio Tavolara e Gavino Tilocca.

## Sedi
- Sede Centrale: Via Roma 49
- Palazzo Righi, Viale Umberto nº 65: 
  - Cancelleria Civile Sezione Lavoro-Volontaria Giurisdizione
  - Tutele-Amministrazione di Sostegno
  - Affari-Amministrativi
  - Ufficio Recupero crediti